# IFK Kalmar
IFK Kalmar is een Zweedse damesvoetbalclub uit Kalmar in de gelijknamige provincie. In 1970 werd de club opgericht. Sinds 2005 spelen er alleen nog dameselftallen bij de club. De traditionele kleuren zijn blauw en wit.
Vanaf het seizoen 2022 betrekt IFK Kalmar de Guldfågeln Arena voor thuiswedstrijden, daarvoor was het Gröndals IP de thuisbasis.